# Rio Pardo de Minas
Rio Pardo é de Minas is een gemeente in de Braziliaanse deelstaat Minas Gerais. De gemeente telt 29.947 inwoners (schatting 2009).

## Aangrenzende gemeenten
De gemeente grenst aan Fruta de Leite, Grão Mogol, Indaiabira, Mato Verde, Montezuma, Novorizonte, Padre Carvalho, Porteirinha, Riacho dos Machados, Salinas, Santo Antônio do Retiro, Serranópolis de Minas, Taiobeiras en Vargem Grande do Rio Pardo.